# Cixidia opaca
Cixidia opaca är en insektsart som först beskrevs av Thomas Say 1830.  Cixidia opaca ingår i släktet Cixidia och familjen vedstritar. Inga underarter finns listade i Catalogue of Life.